# Rivanazzano Terme
Rivanazzano Terme (La Rìva in dialetto oltrepadano) è un comune italiano di 5 130 abitanti della provincia di Pavia in Lombardia. Località termale, è situata presso il torrente Staffora nell'Oltrepò Pavese.

## Storia

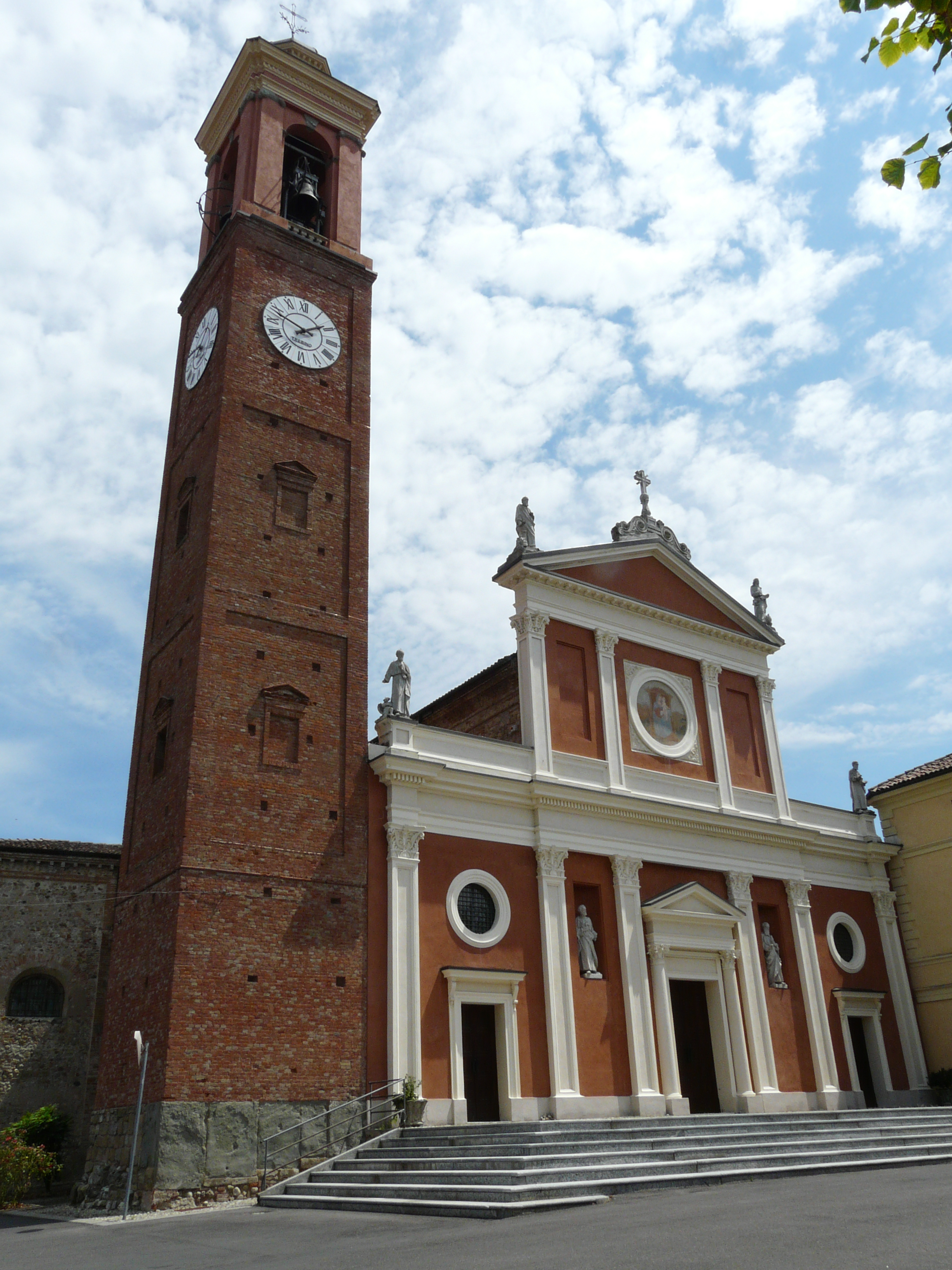
La chiesa parrocchiale di San Germano

La più antica località della zona, nota fin dal 1006, era Vico Lardario, luogo della pieve di San Germano (diocesi di Tortona), che si trovava probabilmente nel luogo della parrocchia di Rivanazzano, leggermente decentrata rispetto al centro attuale dell'abitato. Il nome Vico Lardario fu utilizzato in campo ecclesiastico per tutto il medioevo. Già dal XII secolo però si ha notizia di un nuovo centro, Ripa, situato verosimilmente presso la Staffora, al centro dell'abitato attuale, dove sorgerà la torre pentagonale.
Nel frattempo si andava sviluppando anche Nazzano, situato su un colle sull'opposta riva della Staffora, e il cui castello era il guardiano della valle. Era stato assegnato ai Malaspina, signori della vallata, nel 1164 da Federico I, ma già nel 1191 il successore Enrico VI lo aggiunse ai domini pavesi dell'Oltrepò, sotto i quali fu sede di podesteria.
La storia successiva di Riva e di Nazzano non è sempre chiara, anche perché è probabile che almeno fino al XVI secolo esistesse una località Ripa Nazzani posta sulla riva della Staffora, ma ai piedi di Nazzano, dunque sulla sponda opposta rispetto a Riva. Comunque fino al XVII secolo i due centri furono indipendenti.
Nazzano fu, dal XIII fino all'inizio del XV secolo, signoria dei Sannazzaro, maggiori feudatari guelfi dell'Oltrepò, sempre in lotta con i Beccaria; in questo periodo Nazzano fu quasi sempre in dissidio con la vicina Voghera. Successivamente passò ai Pusterla.
Riva, dal canto suo, dopo essere stato forse sotto la signoria del vescovo di Tortona e poi di un altro ramo dei Sannazzaro, nel 1457 fu infeudato ai Fregoso di Genova, ai Terzago nel 1488, ai Pietra nel 1540 e infine, nel 1609, ai Mezzabarba di Pavia. Essi, nel 1613, acquistarono anche il feudo di Nazzano, determinando così l'unione feudale e ben presto anche comunale dei due centri.
Il feudo unito di Riva di Nazzano passò poi ai De Mari di Genova e per eredità ai Rovereto – De Mari (dal 1712), che lo tennero fino all'abolizione del feudalesimo (1797).
Nel XIX secolo il nome del comune divenne Rivanazzano.
A seguito del risultato positivo del referendum indetto nel marzo 2009, in cui i cittadini sono stati chiamati a pronunciarsi sulla proposta di modifica del nome, il comune ha assunto la denominazione di Rivanazzano Terme
Da Rivanazzano transitava la via del sale lombarda, percorsa da colonne di muli che passando per la valle Staffora raggiungevano Genova attraverso il passo del Giovà e il monte Antola.

### Simboli
Lo stemma è stato concesso con regio decreto del 7 giugno 1928.
Il gonfalone è un drappo  troncato di azzurro e di giallo.

## Monumenti e luoghi d'interesse
- Torre di Rivanazzano, piccola torre posta nel centro del paese, ha una particolarissima pianta pentagonale.
- Castello di Nazzano: Il castello, costruito in laterizio, è costituito da un corpo principale a base rettangolare, una specie di "rocchetta", con addossata un'alta torre merlata a pianta quadrata.

## Società

### Evoluzione demografica
Abitanti censiti

## Infrastrutture e trasporti
È attraversato dalla Strada statale 461 del Passo del Penice, che collega Voghera a Bobbio, nel piacentino.
La stazione di Rivanazzano sorgeva lungo la ferrovia Voghera-Varzi, attiva fra il 1931 e il 1966.
Fra il 1891 e il 1929 per Rivanazzano transitava altresì la tranvia per Voghera, prolungata nel 1909 fino a Salice Terme.

## Amministrazione
Di seguito è presentata una tabella relativa alle amministrazioni che si sono succedute in questo comune.
| Periodo        | Periodo        | Primo cittadino          | Partito                     | Carica  | Note  |
| -------------- | -------------- | ------------------------ | --------------------------- | ------- | ----- |
| ottobre 1960   | febbraio 1973  | Gian Camillo Cortemiglia |                             | Sindaco | [ 7 ] |
| febbraio 1973  | 12 maggio 1985 | Giancarlo Piaggi         | Democrazia Cristiana        | Sindaco | [ 8 ] |
| 12 maggio 1985 | 6 maggio 1990  | Giancarlo Piaggi         | Democrazia Cristiana        | Sindaco | [ 9 ] |
| 6 maggio 1990  | 23 aprile 1995 | Giancarlo Piaggi         | Democrazia Cristiana        | Sindaco | [ 9 ] |
| 23 aprile 1995 | 25 luglio 1999 | Luigi Fabbri             | lista civica                | Sindaco | [ 9 ] |
| 25 luglio 1999 | 13 giugno 2004 | Luigi Fabbri             | lista civica                | Sindaco | [ 9 ] |
| 13 giugno 2004 | 27 maggio 2007 | Beniamino Barbieri       | lista civica                | Sindaco | [ 9 ] |
| 27 maggio 2007 | 6 maggio 2012  | Romano Ferrari           | lista civica                | Sindaco | [ 9 ] |
| 6 maggio 2012  | 11 giugno 2017 | Romano Ferrari           | lista civica Patto per Riva | Sindaco | [ 9 ] |
| 11 giugno 2017 | 12 giugno 2022 | Marco Poggi              | lista civica Patto per Riva | Sindaco | [ 9 ] |
| 12 giugno 2022 | in carica      | Alice Zelaschi           | lista civica Uniti per Riva | Sindaco | [ 9 ] |